# Liste des champions du monde poids super-moyens de boxe anglaise
Liste des champions du monde de boxe poids super-moyens reconnus par les organisations suivantes :
- La WBA[2] (World Boxing Association), fondée en 1921 et succédant à la NBA (National Boxing Association) en 1962,
- La WBC[3] (World Boxing Council), fondée en 1963,
- L'IBF[4] (International Boxing Federation), fondée en 1983,
- La WBO[5] (World Boxing Organization), fondée en 1988.

Avant 1921, les champions du monde étaient reconnus en tant que tel par le public sans qu’il n’y ait d’organisme particulier pour gérer l’attribution de ce titre.
Mise à jour : 3 mai 2025
| Gain du titre | Perte du titre     | Champion             | Champion       | Reconnaissance      | Défenses |
| --- | ------------------ | -------------------- | -------------- | ------------------- | -------- |
| 28 mars 1984 | 22 juillet 1984    | Murray Sutherland    | Royaume-Uni    | IBF                 | 0        |
| 22 juillet 1984 | Novembre 1987      | Chong-Pal Park       | Corée du Sud   | IBF                 | 8        |
| Park laisse son titre IBF vacant après 8 défenses victorieuses pour s’attaquer à la ceinture WBA qu’il remporte le 6 décembre 1987 en battant Jesus Gallardo par KO dans le 2e reprise. |                    |                      |                |                     |          |
| 6 décembre 1987 | 23 mai 1988        | Chong-Pal Park       | Corée du Sud   | WBA                 | 1        |
| 11 mars 1988 | 1989               | Graciano Rocchigiani | Allemagne      | IBF                 | 3        |
| Rocchigiani laisse son titre IBF vacant pour combattre en mi-lourds après sa victoire face au Sud-Africain Thulani Malinga le 27 janvier 1989. |                    |                      |                |                     |          |
| 23 mai 1988 | 28 mai 1989        | Fulgencio Obelmejias | Venezuela      | WBA                 | 0        |
| 4 novembre 1988 | 28 avril 1990      | Thomas Hearns        | États-Unis     | WBO                 | 2        |
| Hearns laisse son titre WBO vacant. |                    |                      |                |                     |          |
| 7 novembre 1988 | 1990               | Sugar Ray Leonard    | États-Unis     | WBC                 | 2        |
| Leonard remporte le 7 novembre 1988 un titre mondial dans une 5e catégorie de poids en battant Danny Lalonde par KO à la 9e reprise. Il laissera sa ceinture vacante en 1990 après l’avoir conservé face à Thomas Hearns (match nul le 12 juin 1989) et Roberto Duran (victoire aux points le 7 décembre 1989).                                                |                    |                      |                |                     |          |
| 28 mai 1989 | 30 mars 1990       | In-Chul Baek         | Corée du Sud   | WBA                 | 2        |
| 27 janvier 1990 | 18 mai 1991        | Lindell Holmes       | États-Unis     | IBF                 | 3        |
| 30 mars 1990 | 5 avril 1991       | Christophe Tiozzo    | France         | WBA                 | 2        |
| 21 septembre 1991 | 18 mars 1995       | Chris Eubank         | Royaume-Uni    | WBO                 | 14       |
| 15 décembre 1990 | 3 octobre 1992     | Mauro Galvano        | Italie         | WBC                 | 2        |
| 5 avril 1991 | 12 septembre 1992  | Victor Cordoba       | Panama         | WBA                 | 1        |
| 18 mai 1991 | 10 janvier 1992    | Darrin Van Horn      | États-Unis     | IBF                 | 1        |
| 10 janvier 1992 | 13 février 1993    | Iran Barkley         | États-Unis     | IBF                 | 0        |
| 12 septembre 1992 | 26 février 1994    | Michael Nunn         | États-Unis     | WBA                 | 4        |
| 3 octobre 1992 | 2 mars 1996        | Nigel Benn           | Royaume-Uni    | WBC                 | 9        |
| 13 février 1993 | 18 novembre 1994   | James Toney          | États-Unis     | IBF                 | 3        |
| 26 février 1994 | 12 août 1994       | Steve Little         | États-Unis     | WBA                 | 0        |
| 12 août 1994 | 12 juin 1999       | Frankie Liles        | États-Unis     | WBA                 | 7        |
| 18 novembre 1994 | 4 octobre 1996     | Roy Jones Jr.        | États-Unis     | IBF                 | 5        |
| Roy Jones Jr. laisse son titre IBF vacant pour combattre en mi-lourds après sa victoire face au Sud-Africain Bryant Brannon le 4 octobre 1996. |                    |                      |                |                     |          |
| 18 mars 1995 | 5 juillet 1997     | Steve Collins        | Irlande        | WBO                 | 7        |
| Collins annonce la fin de sa carrière après avoir défendu 7 fois sa ceinture WBO, la dernière le 5 mai 1997 en battant par arrêt de l’arbitre à la 3e reprise Craig Cummings. |                    |                      |                |                     |          |
| 2 mars 1996 | 6 juillet 1996     | Thulani Malinga      | Afrique du Sud | WBC                 | 0        |
| 6 juillet 1996 | 12 octobre 1996    | Vincenzo Nardiello   | Italie         | WBC                 | 0        |
| 12 octobre 1996 | 19 décembre 1997   | Robin Reid           | Royaume-Uni    | WBC                 | 3        |
| 21 juin 1997 | 24 octobre 1998    | Charles Brewer       | États-Unis     | IBF                 | 3        |
| 11 octobre 1997 | 4 mars 2006        | Joe Calzaghe         | Royaume-Uni    | WBO                 | 21       |
| 19 décembre 1997 | 27 mars 1998       | Thulani Malinga      | Afrique du Sud | WBC                 | 0        |
| 27 mars 1998 | 23 octobre 1999    | Richie Woodhall      | Royaume-Uni    | WBC                 | 2        |
| 24 octobre 1998 | 15 mars 2003       | Sven Ottke           | Allemagne      | IBF                 | 17       |
| 12 juin 1999 | 8 avril 2000       | Byron Mitchell       | États-Unis     | WBA                 | 1        |
| 23 octobre 1999 | 6 mai 2000         | Markus Beyer         | Allemagne      | WBC                 | 1        |
| 8 avril 2000 | 16 septembre 2000  | Bruno Girard         | France         | WBA                 | 1        |
| Girard est destitué par la WBA pour ne pas avoir accordé une revanche à Manny Siaca préférant boxer en mi-lourds. Il sera champion du monde WBA de cette catégorie le 22 décembre 2001 en battant Robert Koon par arrêt de l’arbitre à la 11e reprise. |                    |                      |                |                     |          |
| 6 mai 2000 | 1er septembre 2000 | Glenn Catley         | Royaume-Uni    | WBC                 | 0        |
| 1er septembre 2000 | 15 décembre 2000   | Dingaan Thobela      | Afrique du Sud | WBC                 | 0        |
| 15 décembre 2000 | Mai 2001           | Dave Hilton Jr.      | Canada         | WBC                 | 0        |
| Hilton est destitué par la WBC et doit mettre un terme à sa carrière après s’être rendu coupable d’agression sur mineurs. |                    |                      |                |                     |          |
| 3 mars 2001 | 15 mars 2003       | Byron Mitchell       | États-Unis     | WBA                 | 2        |
| 10 juillet 2001 | 5 avril 2003       | Eric Lucas           | Canada         | WBC                 | 3        |
| 15 mars 2003 | 27 mars 2004       | Sven Ottke           | Allemagne      | WBA & IBF           | 4        |
| Ottke met un terme à sa carrière en remportant son 22e combat de championnat du monde face à Armand Krajnc le 27 mars 2004 et en restant invaincu en 34 combats professionnels. |                    |                      |                |                     |          |
| 5 avril 2003 | 5 juin 2004        | Markus Beyer         | Allemagne      | WBC                 | 2        |
| 5 mai 2004 | 12 novembre 2004   | Manny Siaca          | Porto Rico     | WBA                 | 0        |
| 5 juin 2004 | 9 octobre 2004     | Cristian Sanavia     | Italie         | WBC                 | 0        |
| 2 octobre 2004 | 4 mars 2006        | Jeff Lacy            | États-Unis     | IBF                 | 4        |
| 9 octobre 2004 | 14 octobre 2006    | Markus Beyer         | Allemagne      | WBC                 | 5        |
| 12 novembre 2004 | 14 octobre 2006    | Mikkel Kessler       | Danemark       | WBA                 | 4        |
| 4 mars 2006 | 27 novembre 2006   | Joe Calzaghe         | Royaume-Uni    | IBF & WBO           | 1        |
| Calzaghe renonce à son titre IBF. Il préfère affronter Peter Manfredo pour défendre sa ceinture WBO plutôt que le challenger officiel de l'IBF Robert Stieglitz jusqu’alors quasiment inconnu en dehors de l’Allemagne. |                    |                      |                |                     |          |
| 14 octobre 2006 | 3 novembre 2007    | Mikkel Kessler       | Danemark       | WBA & WBC           | 1        |
| 27 novembre 2006 | 3 novembre 2007    | Joe Calzaghe         | Royaume-Uni    | WBO                 | 2        |
| 3 mars 2007 | 19 octobre 2007    | Alejandro Berrio     | Colombie       | IBF                 | 0        |
| 19 octobre 2007 | 26 mai 2012        | Lucian Bute          | Canada         | IBF                 | 9        |
| 3 novembre 2007 | Avril 2008         | Joe Calzaghe         | Royaume-Uni    | WBA, WBC & WBO      | 0        |
| Calzaghe laisse ses titres vacants pour affronter Bernard Hopkins en mi-lourds (victoire aux points le 19 avril 2008). |                    |                      |                |                     |          |
| 21 juin 2008 | 21 novembre 2009   | Mikkel Kessler       | Danemark       | WBA                 | 2        |
| 27 septembre 2008 | 10 janvier 2009    | Denis Inkin          | Russie         | WBO                 | 0        |
| 6 décembre 2008 | 24 avril 2010      | Carl Froch           | Royaume-Uni    | WBC                 | 2        |
| 10 janvier 2009 | 22 août 2009       | Karoly Balzsay       | Hongrie        | WBO                 | 1        |
| 22 août 2009 | 25 août 2012       | Robert Stieglitz     | Allemagne      | WBO                 | 6        |
| 21 novembre 2009 | 17 décembre 2011   | Andre Ward           | États-Unis     | WBA                 | 4        |
| 24 avril 2010 | 2010               | Mikkel Kessler       | Danemark       | WBC                 | 0        |
| Kessler laisse sa ceinture WBC vacante. |                    |                      |                |                     |          |
| 27 novembre 2010 | 17 décembre 2011   | Carl Froch           | Royaume-Uni    | WBC                 | 1        |
| 17 décembre 2011 | Avril 2013         | Andre Ward           | États-Unis     | WBA & WBC           | 1        |
| 26 mai 2012 | 3 février 2015     | Carl Froch           | Royaume-Uni    | IBF                 | 4        |
| Froch laisse son titre IBF vacant le 3 février 2015. |                    |                      |                |                     |          |
| 25 août 2012 | 23 mars 2013       | Arthur Abraham       | Allemagne      | WBO                 | 1        |
| 23 mars 2013 | 1er mars 2014      | Robert Stieglitz     | Allemagne      | WBO                 | 2        |
| Avril 2013 | Novembre 2015      | Andre Ward           | États-Unis     | WBA                 | 1        |
| Ward est destitué de son titre WBC en avril 2013 puis laisse son titre WBA vacant en novembre 2015. |                    |                      |                |                     |          |
| 22 juin 2013 | 16 août 2014       | Sakio Bika           | Australie      | WBC                 | 1        |
| 1er mars 2014 | 9 avril 2016       | Arthur Abraham       | Allemagne      | WBO                 | 4        |
| 16 août 2014 | 22 avril 2015      | Anthony Dirrell      | États-Unis     | WBC                 | 0        |
| 22 avril 2015 | 18 janvier 2017    | Badou Jack           | Suède          | WBC                 | 3        |
| Jack laisse son titre vacant le 18 janvier 2017 pour combattre en mi-lourds. Le 26 août 2017, il remporte le titre WBA régulier aux dépens du britannique Nathan Cleverly. |                    |                      |                |                     |          |
| 23 mai 2015 | 9 décembre 2017    | James DeGale         | Royaume-Uni    | IBF                 | 3        |
| 20 février 2016 | 5 octobre 2016     | Felix Sturm          | Allemagne      | WBA                 | 0        |
| Après sa victoire aux points contre le russe Fedor Chudinov, Sturm sera contrôlé positif aux stéroïdes. Retourné en Bosnie-Herzégovine pour éviter des poursuites judiciaires en Allemagne, il laisse sa ceinture vacante le 5 octobre 2016. |                    |                      |                |                     |          |
| 9 avril 2016 | 13 mai 2019        | Gilberto Ramírez     | Mexique        | WBO                 | 5        |
| Ramírez laisse son titre vacant le 13 mai 2019. |                    |                      |                |                     |          |
| 5 novembre 2016 | 27 mai 2017        | Tyron Zeuge          | Allemagne      | WBA                 | 1        |
| Zeuge remporte le titre WBA régulier le 5 novembre 2016 face à Giovanni De Carolis et le conserve contre Isaac Ekpo le 25 mars 2017. Le 27 mai suivant, la WBA organise un combat entre Fedor Chudinov et George Groves pour le titre de super-champion détenu par Sturm jusqu'à son contrôle antidopage positif en octobre 2016. Grove l'emporte au 6e round. |                    |                      |                |                     |          |
| 27 mai 2017 | 28 septembre 2018  | George Groves        | Royaume-Uni    | WBA                 | 2        |
| 8 septembre 2017 | 3 octobre 2018     | David Benavidez      | États-Unis     | WBC                 | 1        |
| Benavidez est destitué le 3 octobre 2018 par la WBC après un contrôle positif à la cocaïne. |                    |                      |                |                     |          |
| 9 décembre 2017 | 7 avril 2018       | Caleb Truax          | États-Unis     | IBF                 | 0        |
| 7 avril 2018 | 4 juillet 2018     | James DeGale         | Royaume-Uni    | IBF                 | 0        |
| DeGale laisse son titre IBF vacant le 4 juillet 2018. |                    |                      |                |                     |          |
| 28 septembre 2018 | 19 décembre 2020   | Callum Smith         | Royaume-Uni    | WBA                 | 2        |
| 13 janvier 2019 | 6 novembre 2021    | Caleb Plant          | États-Unis     | IBF                 | 3        |
| 23 février 2019 | 28 septembre 2019  | Anthony Dirrell      | États-Unis     | WBC                 | 0        |
| 18 mai 2019 | 8 mai 2021         | Billy Joe Saunders   | Royaume-Uni    | WBO                 | 2        |
| 28 septembre 2019 | 14 août 2020       | David Benavidez      | États-Unis     | WBC                 | 0        |
| Benavidez doit abandonner son titre la veille de son combat contre Roamer Alexis Angulo le 14 août 2020 pour ne pas avoir respecté la limite de poids autorisée. |                    |                      |                |                     |          |
| 19 décembre 2020 | 8 mai 2021         | Canelo Álvarez       | Mexique        | WBA & WBC           | 1        |
| 8 mai 2021 | 6 novembre 2021    | Canelo Álvarez       | Mexique        | WBA, WBC & WBO      | 1        |
| 6 novembre 2021 | 26 juillet 2024    | Canelo Álvarez       | Mexique        | WBA, WBC, WBO & IBF | 4        |
| Álvarez est destitué par l'IBF le 26 juillet 2024. |                    |                      |                |                     |          |
| 26 juillet 2024 | 3 mai 2025         | Canelo Álvarez       | Mexique        | WBA, WBC & WBO      | 1        |
| 19 octobre 2024 | 3 mai 2025         | William Scull        | Cuba           | IBF                 | 0        |
| 3 mai 2025 | En cours           | Canelo Álvarez       | Mexique        | WBA, WBC, WBO & IBF |          |